# Anoectangium handelii
Anoectangium handelii là một loài rêu trong họ Pottiaceae. Loài này được Schiffner mô tả khoa học đầu tiên năm 1913.